# Trattato di Utrecht
Il trattato di Utrecht (in olandese Verdrag van Utrecht) comprende una serie di trattati di pace firmati nella città olandese tra il marzo e l'aprile del 1713, che aiutarono a porre fine alla guerra di successione spagnola, guerra che venne combattuta nel Nord America e passò alla storia come guerra della regina Anna.

## Descrizione
In base alle condizioni del trattato, il nipote di Luigi XIV, Filippo, duca d'Angiò venne riconosciuto come Filippo V, re di Spagna, in accordo con le volontà di Carlo II di Spagna, ma l'impero europeo spagnolo venne diviso - gli allora duchi di Savoia si videro restituito il contado di Nizza, ricevettero la Sicilia (e con essa il titolo di re di Sicilia per Vittorio Amedeo II di Savoia e i suoi successori), l'ex gonzaghesco Monferrato, Alessandria, Valenza, tutta l'alta valle di Susa, Pinerolo, l'alta Val Chisone, Casteldelfino, e parti del territorio milanese: la Valsesia e la Lomellina, mentre dovette cedere alla Francia il distretto di Barcelonnette. L'imperatore del Sacro Romano Impero Carlo VI ricevette i Paesi Bassi Spagnoli, il Regno di Napoli e il resto del Ducato di Milano al quale venne annessa l'ex gonzaghesca Mantova. La Sardegna fu invece ceduta alla Baviera di Massimiliano II Emanuele di Wittelsbach, impegno questo che poi a luglio non fu ratificato dall'Austria e costituì il pomo della discordia per la continuazione della guerra. Inoltre, la Spagna cedette Gibilterra e Minorca alla Gran Bretagna e accettò di cedere ai britannici l'Asiento – un prezioso contratto esclusivo per la tratta degli schiavi.
In Nord America, in base agli articoli 10 e 13, la Francia cedette alla Gran Bretagna le sue pretese sui territori della Compagnia della Baia di Hudson nella Terra di Rupert, Terranova e Acadia. La Francia mantenne l'Île-Saint-Jean (oggi Isola del Principe Edoardo) e l'Île Royale (oggi Isola del Capo Bretone), sulla quale eresse la fortezza di Louisbourg.

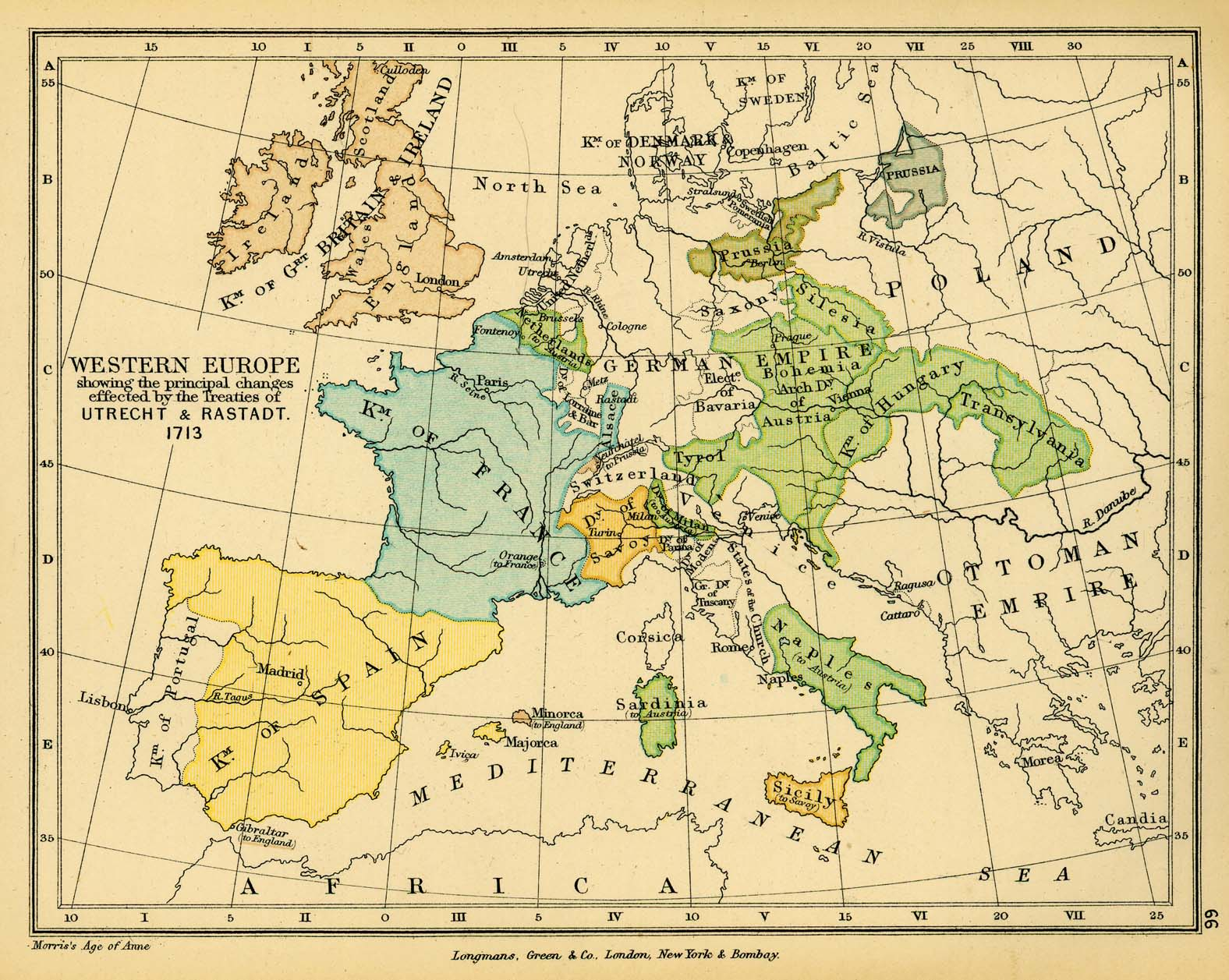
L'Europa nel 1713 come disegnata dal trattato di Utrecht

Dopo il trattato i francesi continuarono la guerra contro l'imperatore Carlo VI ed il Sacro Romano Impero fino al 1714, quando le ostilità furono terminate dalla pace di Rastatt e dal trattato di Baden nel 1714. Spagna e Portogallo rimasero ufficialmente in guerra fino al trattato di Madrid del 1715, così come il Sacro Romano Impero e la Spagna, ora borbonica, lo furono fino al 1720.
I trattati di Utrecht vennero firmati dai rappresentanti di Luigi XIV di Francia e Filippo V di Spagna da una parte, e la Regina Anna di Gran Bretagna, la Repubblica delle Sette Province Unite e il Ducato di Savoia dall'altra.
Nonostante alcuni dubbi sulla legalità di tali misure, Filippo V avrebbe rinunciato al trono francese per sé e per i suoi discendenti, mentre diversi principi francesi - soprattutto il più giovane nipote di Luigi XIV, il Duca di Berry e suo nipote, il Duca di Orléans - rinunciarono alle loro pretese al trono spagnolo, per loro stessi e i loro eredi.
Al momento della firma vennero siglati anche una serie di accordi commerciali.

## Preambolo alla firma del trattato
Francia e Inghilterra erano scese a patti, e i preliminari della pace erano stati firmati a Londra nell'ottobre del 1711, avendo come base un tacito assenso sulla spartizione della monarchia spagnola. Il congresso si aprì a Utrecht il 29 gennaio 1712. I rappresentanti inglesi erano John Robinson, vescovo di Bristol, e Thomas Wentworth, I conte di Strafford. Con riluttanza le Province Unite accettarono i preliminari e inviarono dei rappresentanti, ma l'imperatore si rifiutò di farlo finché non fosse stato rassicurato che questi preliminari non erano vincolanti. Questa rassicurazione venne data e in febbraio i rappresentanti imperiali fecero la loro comparsa. Poiché il Duca d'Angiò non era ancora riconosciuto come re, la Spagna inizialmente non inviò dei plenipotenziari, ma il Duca di Savoia ne inviò uno e anche il Portogallo era rappresentato.
Una delle prime questioni discusse fu la natura delle garanzie che dovevano essere date da Francia e Spagna, per cui queste due corone sarebbero state tenute separate, e le cose non progredirono molto fino a dopo il 10 luglio 1712, quando Filippo firmò una rinuncia. Quindi, avendo Inghilterra e Francia concluso una tregua, il processo di pace venne sveltito e i trattati principali vennero firmati l'11 aprile 1713.

## Ratifica in Gran Bretagna
Le condizioni territoriali del trattato non si spinsero in là quanto avrebbe desiderato il partito Whig britannico; I Whig si consideravano come eredi delle rigide politiche anti-francesi di Guglielmo III e Marlborough. Durante il regno di Giorgio III, il Whig John Wilkes descrisse sdegnosamente il trattato come "La Pace di Dio, poiché supera ogni comprensione." Comunque, nel parlamento del 1710, la maggioranza della Camera dei Comuni era occupata da aderenti ai Tory, che desideravano la fine della partecipazione britannica alla guerra. La Regina Anna e i suoi consiglieri erano della stessa opinione. Il partito amministrato da Robert Harley, primo conte di Oxford e conte di Mortimer e Henry Saint-John Bolingbroke, si rivelò più flessibile al tavolo delle trattative e i due vennero descritti come "filo-francesi" dai Whig; Oxford e Bolingbroke persuasero la regina a creare dodici nuovi Tory peers per assicurare la ratifica del trattato alla Camera dei Lord.

### L'equilibrio di potere

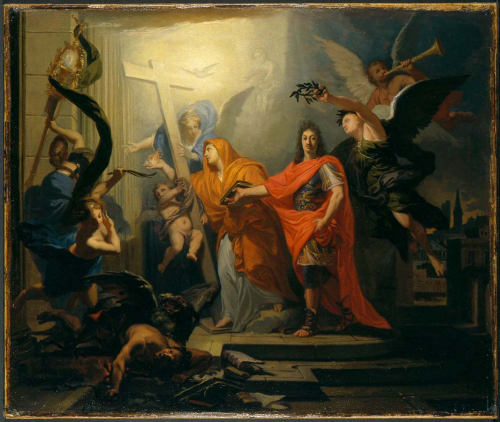
Allegoria della Pace di Utrecht di Antoine Rivalz

Il concetto europeo di equilibrio di potere, menzionato per la prima volta nel 1701 da Charles Davenant in Essays on the Balance of Power, divenne generale nei discorsi riguardanti la guerra e le conferenze che portarono alla firma del trattato di Utrecht. Il concetto riemerse in questo contesto nel numero del 19 aprile 1709 del periodico di Daniel Defoe  A Review of the Affairs of France, che sosteneva il ministero di Harley. La Rivista di Defoe fu pubblicata senza interruzioni fino al 1713.

## Il caso dei catalani
Dopo i negoziati di Utrecht, la regina Anna d'Inghilterra, la quale - secondo Joaquim Albareda, "per onore e coscienza venne costretta a far valere tutti i propri diritti" - avviò una missione diplomatica alla corte di Madrid quando il trattato ancora non era stato siglato perché Filippo V garantisse un'amnistia generale a tutti gli austriacanti spagnoli, ed in particolare ai catalani, che ancora comunque avevano mantenuto una loro costituzione, ma la risposta di Filippo fu negativa ed anzi il re rispose all'ambasciatore inglese "che la pace è necessaria a noi come a voi e sono certo che non vorrete voi far scoppiare una nuova rissa."
Con la persistenza di Filippo V, ad ogni modo, il segretario di stato britannico visconte Bolingbroke, intenzionato a far cessare la guerra, alla fine si convinse che la situazione della Catalonia doveva essere lasciata al governo spagnolo. Quando l'ambasciatore delle Tre Municipalità della Catalonia a Londra, Pablo Ignacio de Dalmases, seppe di questo cambio di attitudine da parte del governo inglese chiese alla regina Anna di riceverlo in udienza privata il 28 giugno 1713, ma la regina gli rispose che "per la Catalogna aveva fatto il possibile".
L'abbandono dei catalani da parte della Gran Bretagna si rifletté due settimane dopo nell'art. 13 del trattato di pace tra Gran Bretagna e Spagna siglato il 13 luglio 1713. In esso, Filippo V garantì beni e vite ai catalani, ma riguardo alle leggi specifiche per la Catalogna, disse di poter garantire ai catalani "tutti i privilegi in possesso degli abitanti delle due Castiglie". Il conte de La Corzana, uno degli ambasciatori di Carlo VI a Utrecht, considerò l'accordo come "poco decisivo e sicuramente tale accordo non avrebbe vanificato i sacrifici fatti dai ministri inglesi per la Spagna e singolarmente per la Corona d'Aragona, e ancora più particolarmente dalla Catalogna, a cui l'Inghilterra aveva garantito aiuto e protezione".
Nei successivi negoziati conclusi a Rastatt il "caso dei Catalani" divenne ben presto uno dei più difficili da risolvere, dal momento che Filippo V era desideroso di applicare in Catalogna ed a Maiorca la "Nueva Planta" promulgata nel 1707 per i "regni ribelli" di Valencia e Aragona che temevano per la loro scomparsa come stati. Per questo, il 6 marzo 1714 venne siglato il Trattato di Rastatt nel quale l'Impero austriaco venne incorporato nella pace di Utrecht, ma Filippo V si rifiutò di fare ogni concessione come egli stesso espresse in una sua lettera a suo nonno Luigi XIV di Francia:
" Non è per odio né per vendetta che ho sempre rifiutato queste concessioni, ma perché questo vorrebbe dire rendere nulla la mia autorità ed espormi a continue rivolte, ravvivando ciò che la ribellione aveva estinto, e sulla base dell'esperienza provata da alcuni miei predecessori che vennero indeboliti ed usurpati della loro autorità. [...] Se [Carlo VI] ha ottenuto il favore dei catalani e dei maiorcani, ha sbagliato, ma in ogni caso, deve ora conformarsi a ciò che ha fatto ora la regina d'Inghilterra, giudicando corretto che tutti abbiano gli stessi privilegi, compresi i miei fedeli castigliani "
Il "caso dei Catalani" mutò radicalmente quando la regina Anna d'Inghilterra morì il 1º agosto 1714 e il suo successore, Giorgio I di Hannover, diede ordine al suo ambasciatore a Parigi di premere su Luigi XIV perché costringesse Filippo V a mantenere le leggi e le istituzioni proprie per tradizione del principato di Catalonia. Nonostante queste pressioni, Luigi XIV non fece alcunché, per quanto non mancò di precisare al nipote: "moderate la severità con cui volete trattarli [i catalani]. Sebbene ribelli, sono pur sempre vostri sudditi e dovete trattarli come un padre, correggendoli senza perderli." L'ambasciatore catalano Felip Ferran de Sacirera venne ricevuto in udienza il 18 settembre da re Giorgio I, che si trovava all'Aia sulla via per raggiungere Londra ed essere incoronato re di Gran Bretagna, e il re inglese promise di fare tutto il possibile per la Catalogna, ma temeva che ormai fosse troppo tardi. Infatti, alcuni giorni dopo, si seppe che Barcellona era capitolata il 12 settembre.
Sia il nuovo re Giorgio I che il nuovo governo whig, si dimostrarono contrari all'accordo raggiunto col vecchio governo tory con Luigi XIV sul quale era stata costituita la Pace di Utrecht, ma alla fine dovette risolversi ad accettarlo per i vantaggi che la Gran Bretagna aveva ottenuto da esso; fu così che anche il "caso dei catalani" non ebbe soluzione infine. Il governo whig non fece nulla per aiutare Maiorca, e il 2 luglio 1715 capitolò.